# Plesippus simplicidens
Plesippus simplicidensは、鮮新世から更新世にかけて生息したウマ科の動物である。1892年に古生物学者・エドワード・ドリンカー・コープにより命名された。長らくウマ属に分類されEquus simplicidensと呼称されていたが、Barrón-Ortiz et al. (2019)によりプレシップス亜属が属に昇格したことに伴い、別属として再分類されている。日本語では「ヘイガーマン・ホース」や「アメリカシマウマ」と呼称されることもある。
100 体を超える個体の化石が知られており中には完全な状態で保存されたものもある。肩までの高さは推定110 - 145 センチメートルであり、比較的ずんぐりとした体格が特徴。ロバのような短く狭い頭蓋骨とシマウマのようにまっすぐな肩と太い首も特徴としてあげられる。
化石はアメリカ合衆国、メキシコ等で産出している。